# Berlingieri (famiglia)

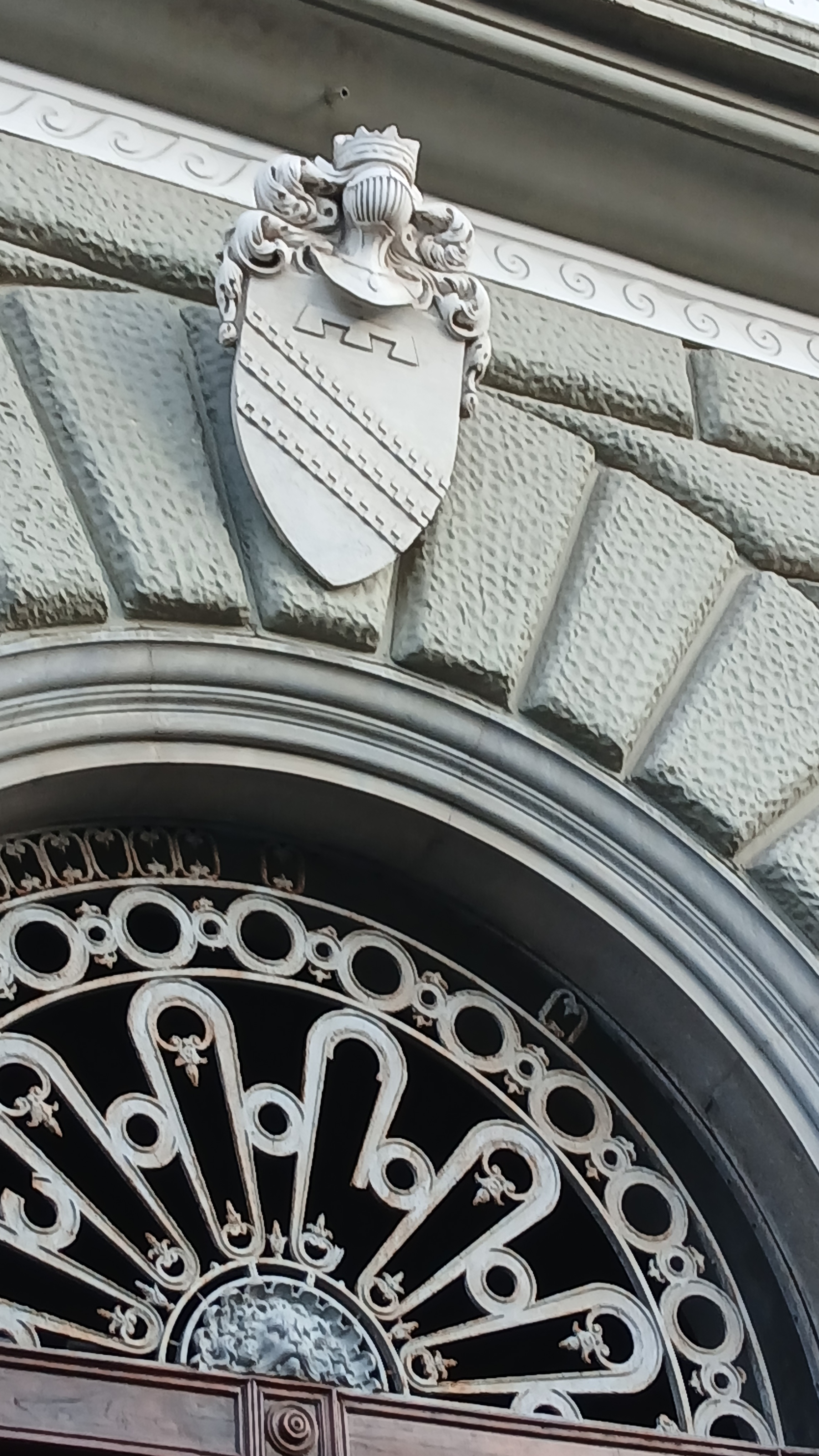
Stemma di Casa Berlingieri sull'omonimo palazzo a Napoli

La Casata dei Berlingieri è un'antica famiglia nobile italiana originaria della Provenza, stabilitasi nel Regno di Napoli nel corso del XIII secolo. Nella sua lunga storia ha ricoperto ruoli di rilievo nei ranghi della nobiltà feudale, nelle gerarchie ecclesiastiche e, più tardi, nella vita politica del Regno d'Italia.

## Storia

### Origini
Le origini del casato risalgono alla seconda metà del XIII secolo, quando un cavaliere provenzale, Berteraymo Berlingieri, partecipò alla Battaglia di Benevento del 1266 sotto le insegne di Carlo I d'Angiò. Come ricompensa per i servigi resi alla monarchia angioina, ricevette nel 1269 il feudo di Torre Montanaro, località situata in Calabria, con il titolo di Barone. Da questo evento ha origine la radicata presenza della famiglia nella regione e la sua progressiva ascesa nel ceto dirigente del Regno di Napoli.

### XIV secolo
Nel corso del XIV secolo la famiglia Berlingieri si affermò nel patriziato urbano di Crotone, ottenendo un ruolo di rilievo nelle istituzioni cittadine. Una fonte angioina attesta la nomina di Giovanni Berlingieri a giustiziere di Taverna nel 1410, carica riservata a membri della nobiltà dotati di competenze giuridiche e legittimazione feudale. La presenza della famiglia nei registri fiscali e nelle pergamene municipali documenta una progressiva espansione nel comprensorio della Valle del Neto, già in fase tardomedievale.

### XV secolo
Nel XV secolo i Berlingieri rafforzarono i propri legami con il clero secolare e regolare. Garetto Berlingieri promosse la costruzione di una cappella gentilizia all'interno della chiesa di Gesù Maria, annessa al convento di San Francesco di Paola, consolidando il ruolo del casato come patrono ecclesiastico. Questo intervento, in linea con la cultura del mecenatismo nobiliare meridionale, evidenzia il radicamento familiare nell'asse simbolico e topografico che collega la Cattedrale di Crotone e i principali spazi di culto urbano.

### XVI secolo
Durante il XVI secolo la famiglia era annoverata tra le più eminenti della nobiltà crotonese, insieme ai Lucifero e ai de Susanna. A tale epoca risale il detto latino "Quid Luciferi generosi? Quid Susanne splendidi? Quid Berlingieri pugnaces?", che ne celebra l'identità bellica e l'ascendente politico. Nel 1531 Anselmo Berlingieri fu rappresentante del seggio di San Dionigi nella stipula dell'acquisto della città di Crotone dalla Corona imperiale, e nel 1535 finanziò la fusione di una mezza colubrina destinata alla difesa del porto, a conferma del suo ruolo militare e civico. Il consolidamento del prestigio familiare in età carolina fu sostenuto da un'attiva partecipazione alla difesa territoriale e alla gestione delle magistrature locali.

### XVII secolo
Nel XVII secolo emerse la figura di Pompilio Berlingieri (1662-1721), che fu nominato vescovo di Bisignano nel 1699. Durante il suo episcopato promosse il restauro della cattedrale locale e la costruzione di un palazzo episcopale, in parte destinato all'accoglienza della famiglia. Le sue attività pastorali sono documentate dalle Relazioni ad limina inviate alla Santa Sede e dagli atti delle visite pastorali conservati nell'Archivio Segreto Vaticano. Il ruolo della famiglia nel clero e nell'amministrazione ecclesiastica contribuì a rafforzare la sua posizione nella nobiltà regionale.

### XVIII secolo
Durante il XVIII secolo i Berlingieri accrebbero la loro influenza nel contesto feudale calabrese, attraverso l'estensione dei possedimenti agrari e l'accesso a cariche municipali a Crotone. Fonti dell'Archivio Diocesano di Crotone testimoniano la loro costante presenza negli atti capitolari della Cattedrale di Crotone, dove fu istituita una cappella gentilizia, utilizzata come luogo di culto e sepoltura familiare.
Nel 1740, per concessione del re Carlo di Borbone, alla famiglia fu conferito il titolo di Marchesi di Valle Perrotta, relativo a un feudo situato nel territorio crotonese, confermato successivamente dalla Regia Camera della Sommaria. Il marchese Carlo Berlingieri, sindaco dei nobili crotonesi in più occasioni, fu tra i promotori dello sviluppo urbano della città nella seconda metà del Settecento.

### XIX secolo
Nel XIX secolo i Berlingieri continuarono a distinguersi tanto nell'ambito ecclesiastico quanto in quello civile. Nicola Berlingieri (n. 1774) fu nominato vescovo di Nicastro nel 1825 e promosse significativi interventi nella chiesa di Santa Lucia e nelle istituzioni caritatevoli locali. La documentazione relativa al suo ministero è conservata presso l'Archivio Storico Diocesano di Lamezia Terme.
Dopo la morte del marchese Cesare Francesco Antonio Berlingieri nel 1853, il titolo marchionale fu riconfermato in epoca postunitaria dalla Consulta araldica del Regno d'Italia. In parallelo, nel 1864 la duchessa Laura Como, ultima della linea primogenita dei Duchi di Casalnuovo della famiglia Como, sposò Federico Berlingieri, marchese di Valle Perrotta. Da questa unione, il titolo ducale di Casalnuovo passò per via ereditaria ai discendenti Berlingieri.

### Epoca recente
Nel XX secolo la figura di maggior rilievo fu quella di Annibale Berlingieri (1874-1947), VIII marchese di Valle Perrotta e deputato del Regno d'Italia nella XXIII e XXIV legislatura, eletto nel collegio di Crotone. Si occupò di questioni legate allo sviluppo agrario e alla legislazione meridionale.
Nel frattempo, un ramo della famiglia si stabilì a Napoli, dove fu edificato alla fine dell'Ottocento il Palazzo Berlingieri sul viale Gramsci, importante esempio di architettura neorinascimentale urbana.
I Berlingieri si spostarono anche a Venezia nel corso del Novecento, quando Alessandro Berlingieri, nonno dell'attuale marchese, sposò Lidia Treves de Bonfili, appartenente a un'antica famiglia di banchieri veneziani di origine padovana. L'unione segnò l'ingresso del casato nell'ambiente patrizio lagunare, pur mantenendo i legami con la Calabria, Napoli e Roma.
La famiglia mantenne il titolo di Marchesi di Valle Perrotta e di Duchi di Casalnuovo, riconosciuto nel 1959 al discendente Federico Berlingieri e poi trasmesso a Roberto Berlingieri.
Nel corso del XXI secolo, la famiglia ha proseguito l'attività di conservazione del proprio patrimonio archivistico e immobiliare, mantenendo un ruolo rappresentativo nel contesto delle famiglie storiche del Mezzogiorno.

## Personalità di spicco
Nel corso dei secoli diversi membri della famiglia Berlingieri si sono distinti per ruoli ecclesiastici, politici e civili:
- Anselmo Berlingieri (secolo XVI) - Esponente attivo nel governo municipale crotonese, nel 1531 rappresentò il seggio di San Dionigi nell'acquisto della città di Crotone dalla Corona di Spagna. Nel 1535 finanziò la realizzazione di una mezza colubrina per la difesa del porto[12].
- Carlo Berlingieri (1720-1781) - II marchese di Valle Perrotta, confermato nel titolo dalla Regia Camera di Sommaria nel 1751. Ricoprì più volte la carica di sindaco dei nobili di Cotrone ed ebbe un ruolo centrale nella redazione del Catasto Onciario[13].
- Luigi Berlingieri (XIX secolo) - Membro della linea crotonese, svolse un'attività economica e filantropica nella seconda metà dell'Ottocento. È ricordato nella toponomastica monumentale del cimitero di Crotone per il suo contributo alla comunità locale[14].
- Nicola Berlingieri (1774-1838) - Vescovo di Nicastro dal 1825, si distinse per l'ampliamento della chiesa di Santa Lucia e l'attività caritatevole in diocesi. La sua azione pastorale è testimoniata da lettere pastorali e fonti diocesane[15].
- Annibale Berlingieri (1874-1947) - VIII marchese di Valle Perrotta, fu deputato del Regno d'Italia nelle legislature XXIII e XXIV (1909-1919), promotore di iniziative legislative a favore delle aree interne calabresi[16].
- Pompilio Berlingieri (1662-1721) - Vescovo di Bisignano dal 1699 al 1721. Restaurò la cattedrale e avviò la costruzione del palazzo episcopale, in parte destinato a uso familiare[17].

## Marchesi di Valle Perrotta (1740-estinto), Marchesi sul cognome
Il titolo di Marchese di Valle Perrotta fu concesso da re Carlo di Borbone a Francesco Cesare Berlingieri con privilegio del 4 gennaio 1736, confermato con diploma del 19 gennaio 1740. Il titolo fu trasmesso per primogenitura maschile e riconosciuto in epoca borbonica dalla Regia Camera della Sommaria. Dopo l'estinzione del ramo principale, il titolo di Marchese di Valle Perrotta scomparve. Fu creato il titolo di Marchese sul cognome confermato nel Regno d'Italia con Regio decreto del 6 marzo 1910.
- Francesco Cesare Berlingieri (1696-1749), I marchese di Valle Perrotta, insignito del titolo da Carlo di Borbone;
- Carlo Berlingieri (1720-1781), II marchese di Valle Perrotta, confermato con decreto della Regia Camera della Sommaria del 25 settembre 1751;
- Anselmo Berlingieri (†1785), III marchese di Valle Perrotta , confermato con decreto del 22 febbraio 1783;
- Cesare Berlingieri (1768-1844), IV marchese di Valle Perrotta, dichiarato erede con decreto della Gran Corte della Vicaria del 2 settembre 1786;
- Anselmo Berlingieri (1792-1844), V marchese di Valle Perrotta, succeduto al padre;
- Cesare Francesco Antonio Berlingieri (1825-1853), VI marchese di Valle Perrotta, figlio del precedente;
- Cesare Berlingieri (1854-1900), VII marchese di Valle Perrotta, nato postumo; con lui si estinse il ramo primogenito;
- Annibale Berlingieri (1874-1947), marchese sul cognome, investito con Regio decreto del 6 marzo 1910, nobile dei marchesi di Valle Perrotta;
- Pietro Carlo Berlingieri (1904-1981), marchese sul cognome, nobile dei marchesi di Valle Perrotta figlio del precedente;
- Annibale Berlingieri (1935-2024), marchese sul cognome, nobile dei marchesi di Valle Perrotta, figlio del precedente;
- Alberto Berlingieri (n. 1936), marchese sul cognome, fratello del precedente. Sposò Barbara Cicogna Mozzoni[18].

L'erede al titolo di marchese è Pietro Berlingieri (n. 1966), figlio del precedente.

## Duchi di Casalnuovo (1875-attuale)
Il titolo di Duca di Casalnuovo passò alla famiglia Berlingieri per successione femminile da Laura Como, duchessa di Casalnuovo, figlia del duca Vincenzo Como, ufficiale al servizio del Regno delle Due Sicilie. A partire dal 1875, la titolarità fu trasmessa all'interno del ramo maschile dei Berlingieri, nobili dei marchesi di Valle Perrotta e patrizi di Crotone, con riconoscimento ufficiale da parte della Commissione Araldica Napoletana.
- Federico Berlingieri († ante 1931), duca di Casalnuovo ex uxor, marito della duchessa Laura Como;
- Don Roberto Berlingieri (n. ante 1875 - † ante 1959), I duca di Casalnuovo, figlio dei precedenti, senza discendenza;
- Don Federico Berlingieri (1904-1983), II duca di Casalnuovo, nipote del precedente, confermato nel titolo il 21 novembre 1959;
- Don Roberto Berlingieri (n. 1950), III duca di Casalnuovo, figlio del precedente.

L'erede del ducato è Don Federico Berlingieri (n. 1986), figlio del precedente.